# Церква святих верховних апостолів Петра і Павла (Борщів)
Церква святих верховних апостолів Петра і Павла в Борщеві — парафія і храм греко-католицької громади Борщівського деканату Бучацької єпархії Української греко-католицької церкви в місті Борщів Чортківського району Тернопільської области.

## Історія церкви
Парафія була утворена у 1991 році, а будівництво храму завершено у 2001 році.
Архітектором храму став Василь Бабій. Місце під забудову освятив у 1991 році о. Іван Сеньків. Іконостас створив Петро Тихонов, а автором розпису є Іван Галашин.
При парафії діє братство «Апостольство молитви».
На території парафії знаходяться: фігура Ісуса Христа, дві фігури Богородиці та два кам'яні хрести.

## Парохи
- о. Іван Сеньків (1991—2001),
- о. Ігор Ракочий,
- о. Тарас Загородиий,
- о. Богдан Боднар,
- о. Ярослав Яловіца (з серпня 2001).